# FilmBox Extra HD
FilmBox Extra HD este un canal de televiziune dedicat exclusiv filmelor. Spre deosebire de celelalte canale TV în format, FilmBox Extra HD nu este o copie a canalului FilmBox, ci are propria grilă de programe. Acest canal TV a fost lansat în România în anul 2014 în rețeaua UPC (Vodafone din 31 martie 2020). Acum FilmBox Extra HD se poate recepționa și în rețeaua INES. Este primul canal de filme în format HD lansat în Europa Centrală și de Est. Canalul prezintă filme Box Office la cea mai înaltă calitate a imaginii și sunetului.